# Godalming
Godalming is een civil parish in het bestuurlijke gebied Waverley, in het Engelse graafschap Surrey. De plaats telt 21.804 inwoners. De klemtoon wordt door de bewoners gelegd op de eerste lettergreep.
Dit is de eerste plaats ter wereld met elektrische straatverlichting (september 1881). De dure en prestigieuze Charterhouse School ligt nabij Godalming.
In de romantische komedie The Holiday kwam Godalming een aantal keren voor.

## Geboren
- Mary Toft (1703-1763), Britse die beweerde konijnen te baren
- John George Phillips (1887-1912), marconist, omgekomen op de Titanic
- Aldous Huxley (1894-1963), Engels-Amerikaans schrijver, essayist en dichter
- Mick Mills (1949), voetballer en voetbalcoach
- Sam Worthington (1976), Australisch acteur

## Galerij

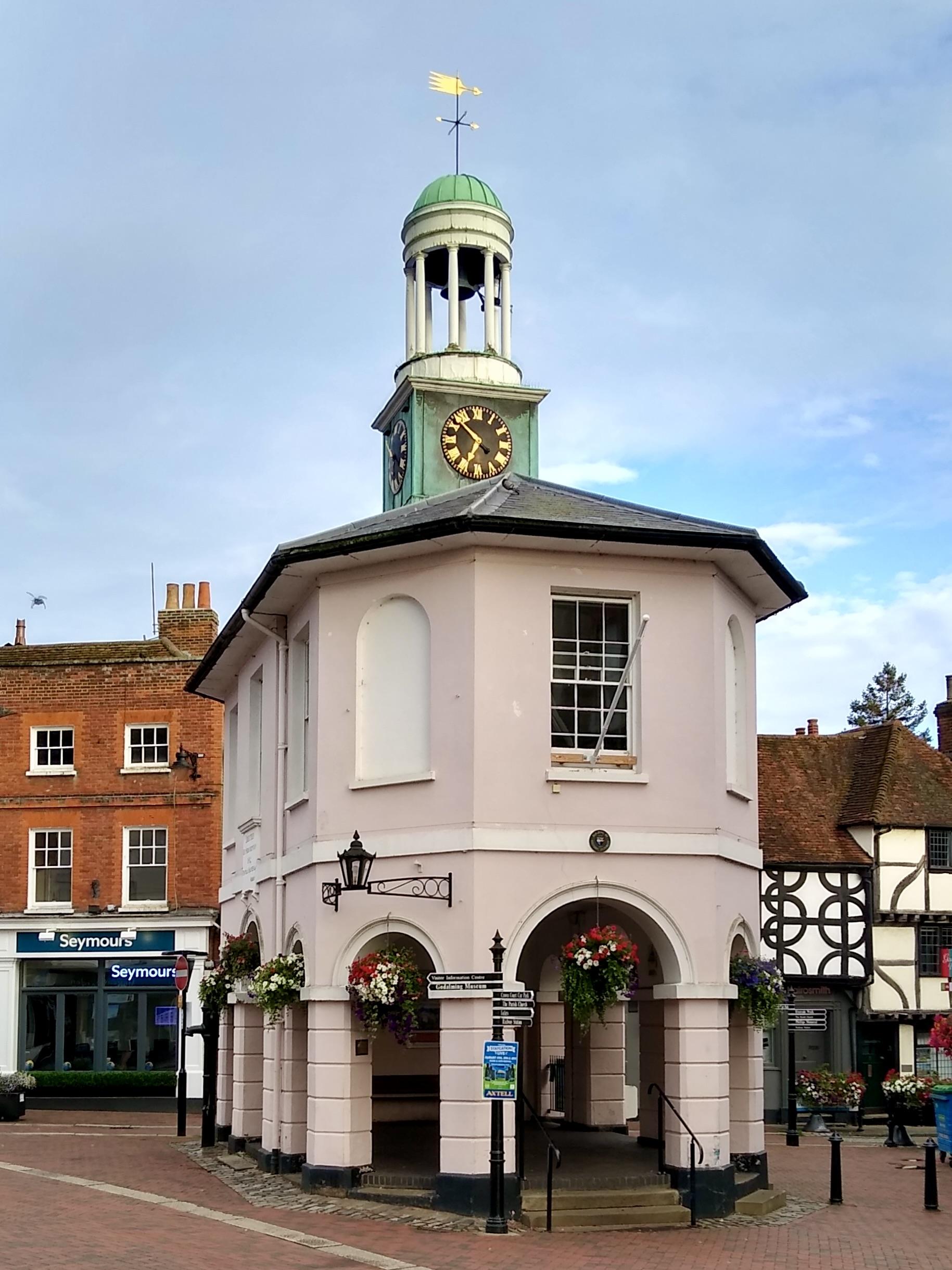
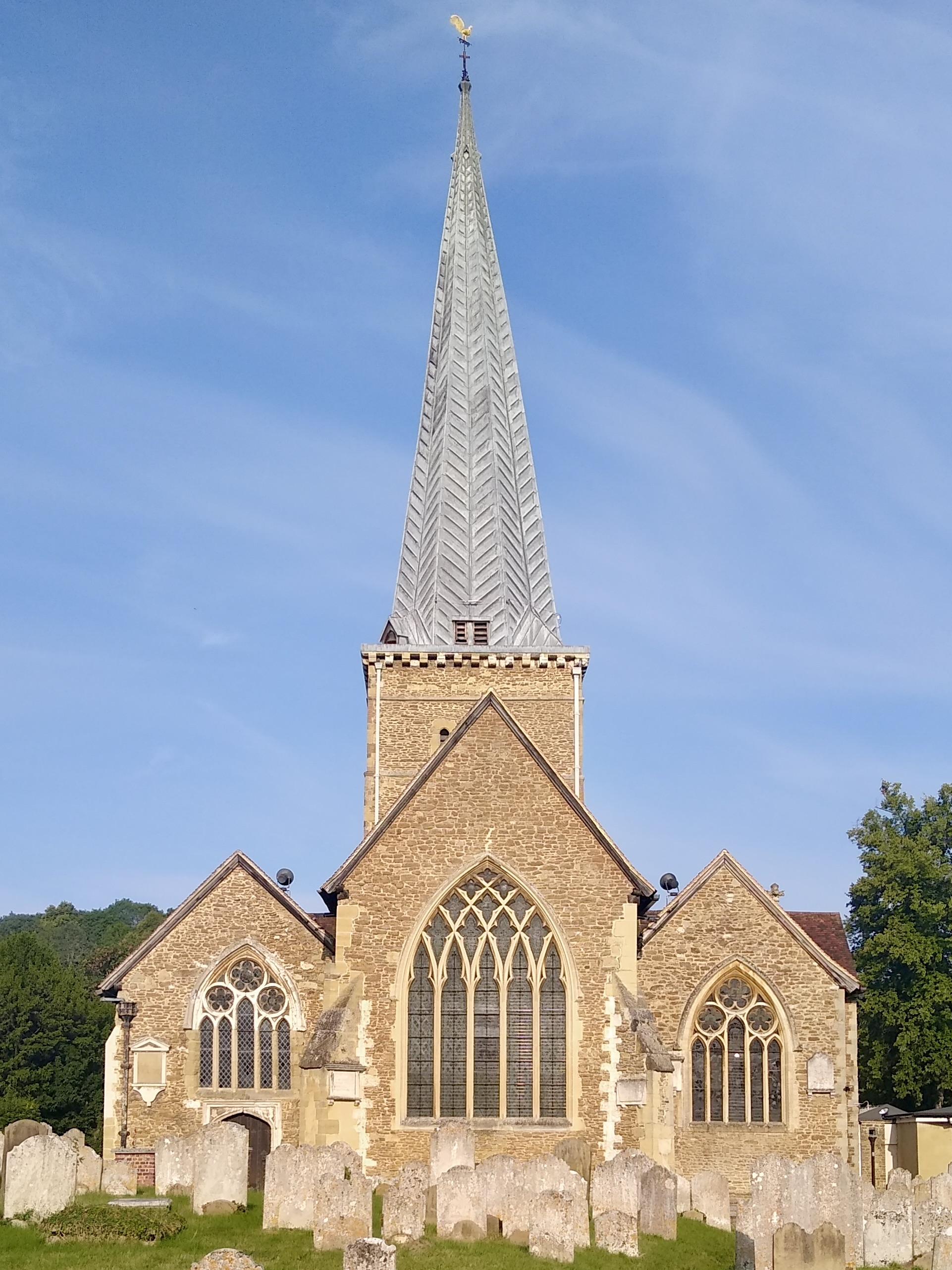
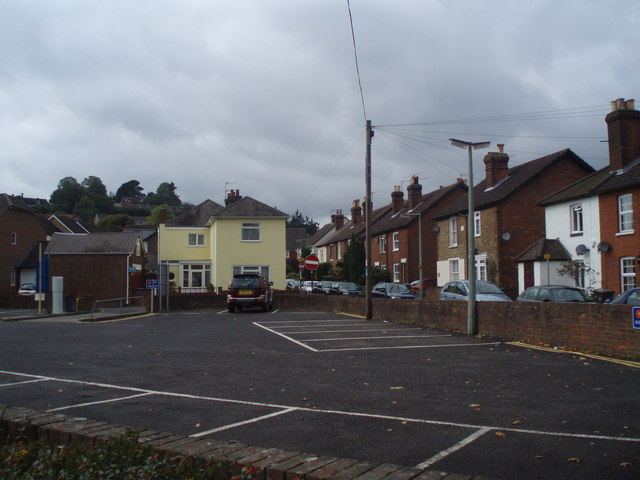
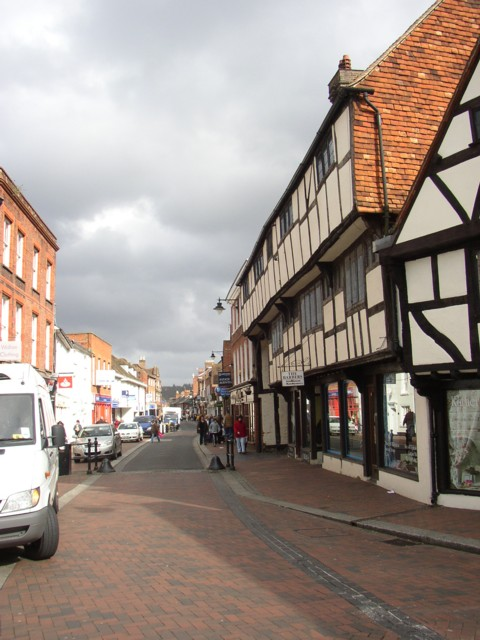